# Colletes timberlakei
Colletes timberlakei är en biart som beskrevs av Alexander Charles Stephen 1954. Colletes timberlakei ingår i släktet sidenbin, och familjen korttungebin. Inga underarter finns listade i Catalogue of Life.